# Mme-Bafumen
Mme-Bafumen är en ort i Kamerun.   Den ligger i regionen Nordvästra regionen, i den västra delen av landet, 300 km nordväst om huvudstaden Yaoundé. Mme-Bafumen ligger 1 403 meter över havet och antalet invånare är 6 149.
Terrängen runt Mme-Bafumen är kuperad, och sluttar västerut. Trakten runt Mme-Bafumen är ganska tätbefolkad, med 62 invånare per kvadratkilometer. Närmaste större samhälle är Fundong, 10,0 km söder om Mme-Bafumen. Trakten runt Mme-Bafumen är en mosaik av jordbruksmark och naturlig växtlighet.